# Andrew Páez
Andrew Páez (Mérida, 28 dicembre 1968) è un ex calciatore venezuelano, di ruolo centrocampista.